# Ứng dụng cơ sở dữ liệu
Ứng dụng cơ sở dữ liệu là một chương trình máy tính có mục đích chính là nhập và truy xuất thông tin từ cơ sở dữ liệu được máy tính hóa. Ví dụ ban đầu về các ứng dụng cơ sở dữ liệu là hệ thống kế toán và hệ thống đặt chỗ hàng không, chẳng hạn như SABRE, được phát triển bắt đầu từ năm 1957.
Một đặc điểm của các ứng dụng cơ sở dữ liệu hiện đại là chúng tạo điều kiện cập nhật và truy vấn đồng thời từ nhiều người dùng. Các hệ thống trong những năm 1970 có thể đã thực hiện được điều này bằng cách để mỗi người dùng ở trước thiết bị đầu cuối 3270 vào một máy tính lớn. Vào giữa những năm 1980, việc cấp cho mỗi người dùng một máy tính cá nhân và có chương trình chạy trên PC đó được kết nối với máy chủ cơ sở dữ liệu đã trở nên phổ biến hơn. Thông tin sẽ được lấy từ cơ sở dữ liệu, truyền qua mạng và sau đó được sắp xếp, vẽ biểu đồ hoặc được định dạng theo cách khác bởi chương trình chạy trên PC. Bắt đầu từ giữa những năm 1990, việc xây dựng các ứng dụng cơ sở dữ liệu với giao diện Web trở nên phổ biến hơn. Thay vì phát triển phần mềm tùy chỉnh để chạy trên PC của người dùng, người dùng sẽ sử dụng cùng một chương trình trình duyệt Web cho mọi ứng dụng. Một ứng dụng cơ sở dữ liệu với giao diện Web có ưu điểm là nó có thể được sử dụng trên các thiết bị có kích thước khác nhau, với phần cứng khác nhau và với các hệ điều hành khác nhau. Ví dụ về các ứng dụng cơ sở dữ liệu ban đầu với giao diện Web bao gồm amazon.com, sử dụng hệ thống quản lý cơ sở dữ liệu quan hệ Oracle, cộng đồng trực tuyến photo.net, mà việc triển khai trên Oracle đã được mô tả trong cuốn sách Cơ sở dữ liệu-Backed Web Sites (Ziff-Davis Press; Tháng 5 năm 1997), và eBay, cũng đang chạy Oracle.
Hồ sơ bệnh án điện tử được nhắc đến trên emrexperts.com, vào tháng 12 năm 2010, là "một ứng dụng cơ sở dữ liệu phần mềm". Một cuốn sách năm 2005 của O'Reilly sử dụng thuật ngữ trong tiêu đề của nó: Ứng dụng cơ sở dữ liệu và Web.
Một số ứng dụng cơ sở dữ liệu phức tạp nhất vẫn là hệ thống kế toán, chẳng hạn như SAP, có thể chứa hàng nghìn bảng chỉ trong một mô-đun duy nhất. Nhiều hệ thống máy tính được sử dụng rộng rãi nhất hiện nay là các ứng dụng cơ sở dữ liệu, ví dụ như Facebook, được xây dựng dựa trên MySQL.